# Færdselsfilm 1932
|  | Denne artikel er oprettet af botten Steenthbot ud fra en ekstern database. Den kan derfor have sproglige fejl eller mangler. Denne skabelon kan fjernes efter kontrol af indholdet. |

Færdselsfilm 1932 er en dansk oplysningsfilm fra 1932.

## Handling
Optagelser fra Københavns trafikknudepunkter og en lang række eksempler på, hvordan man gebærder sig i trafikken, og hvordan man ikke bør gøre.
I 1930'erne blev der produceret flere små trafikfilm til undervisningsbrug under navnet "Færdselsfilm", der var redigerede versioner af hinanden. Denne version menes at være 1932-udgaven.